# جبريل أوبري
جبريل أوبري هو عارض كندي، ولد في 30 أغسطس 1975 في مونتريال في كندا.

## وصلات خارجية
- جبريل أوبري على موقع IMDb (الإنجليزية)
- جبريل أوبري على موقع إن إن دي بي (الإنجليزية)